# Johanna Koning
Johanna Koning (ur. 27 marca 1923 w Hadze, zm. 22 lipca 2006 w Capelle aan den IJssel) – holenderska lekkoatletka, która specjalizowała się w rzucie oszczepem.
W roku 1946 stanęła na najniższym stopniu podium w mistrzostwach Europy. W 1948, podczas swojego jedynego w karierze występu na igrzyskach olimpijskich, z wynikiem 40,33, zajęła 6. miejsce. W czasie kolejnego europejskiego czempionatu w roku 1950 była dziewiąta. Rekord życiowy: 44,28 (25 sierpnia 1946, Oslo) – rezultat ten do 1958 roku był rekordem Holandii.